# かわさきひろゆき
かわさき ひろゆき（1962年6月26日 - ）は、日本の監督、俳優、舞台演出家、脚本家、プロデューサー。

## 来歴
宮崎県延岡市出身。B型。超新星オカシネマ所属、おかしな監督映画祭オカシネマ代表。
1983年、森田童子コンサートにて朗読をする少年でデビュー、劇団街の灯に所属する。1986年より劇団（流星舞台〜星座〜超新星オカシネマ）を主催して活動。1990年代からは俳優・スタッフとして多くの映画・Vシネマに関わる。
2003年、「奇麗に咲いた」で監督デビュー。
2006年より、マクシム・ゴーリキーの「どん底」とレナード・メルフィの「小鳥の水浴」を定期的に上演。
2009年6月にはサンフランシスコ・インディペンデント映画祭で監督作「嵐　ARASHI　－風魔一族の逆襲－」(米題：Ninja Pussy Cat)が上映された。
監督としての代表作はVシネマ「真田くノ一忍法伝 かすみ」シリーズ。

## 監督作品

### 映画
- 綺麗に咲いた（2003年5月15日、ENKプロ）　※DVD化に際し「綺麗に咲いた　男たちの幕末純愛物語」に改題
- 好色くノ一　愛液責め（2003年10月31日、国映）　※DVD化に際し「嵐　ARASHI　－風魔一族の逆襲－」に改題
- 路地裏のコッペリウス〜ブラッデイレディ〜（2010年公開、アルカディア　JVD）
- 第3病棟の鬼（2011年11月公開、オカシネマ、アルカディア）
- 精霊夜曲〜最も古い首つりの木〜（2012年2月公開、オカシネマ、アルカディア）
- 妖怪忍者忍（2012年5月公開、オカシネマ、アルカディア）
- くノ一処刑人（2012年11月公開、オカシネマプチルピリエ、JVD、俳小）
- 百地三太夫の逆襲（2013年2月公開、メディアスタッフビジョン）
- 柔道ガールズ（2014年2月公開、オカシネマ、新宿四谷三丁目劇場）
- ホワイトウィザード（２０１５年２月、オカシネマ）
- AKECHIくの一忍法外伝（２０１６年２月公開、オカシネマ、）

### Vシネマ
- むずむずパンティー（2003年10月1日、リップス）
- 美乳の花園　〜乳巨者募集中！〜（2003年12月3日、リップス）
- 人妻（秘）性体験白書　〜美人妻発情期〜（2004年3月3日、リップス）
- 社長秘書の戯れ（2004年10月6日、ムーンライト）
- 隠密くノ一忍法帳　餓鬼姉妹（2005年1月24日、TMC）
- 夫婦交換　スワッピング・ナイト（2005年5月3日、ムーンライト）
- 鬼夜叉 七人のくノ一（2005年5月24日、TMC）
- 淫夢（2005年8月24日、ビーエムドットスリー）
- 真田くノ一忍法伝 かすみ（2005年9月22日、TMC）
- 団鬼六原作　女学生（2005年11月22日、TMC）
- 純愛小説家　スワッピング体験記（2006年3月3日、ムーンライト）
- 真田くノ一忍法伝　かすみ　愛と裏切りの絆（2006年3月23日、TMC）
- 真田くノ一忍法伝　かすみ　武蔵！奥義開眼（2006年10月23日、TMC）
- くノ一妖艶伝　楓（2007年6月22日、TMC）
- 真田くノ一忍法伝　かすみ　誕生！猿飛佐助（2007年9月21日、TMC）
- 団鬼六　白獣の檻（2008年2月29日、JSDSS）
- くノ一関ヶ原 3D（2010年12月24日、クリエイティブアクザ）
- 雨月物語（2011年5月、スターボード）
- 耳なし芳一（2011年7月、スターボード）
- 羅生門（2011年9月、スターボード）
- 蜘蛛の糸（2012年2月、スターボード）
- 酒呑童子（2012年4月、スターボード）
- ゾンビくノ一（2013年11月、メディアスタッフビジョン）
- 武田くノ一忍法伝　千代女（２０１５　スターボード）

### 自主製作映画
- 探し物はなんですか（2006年、オカシネマ）
- 十勇剣（2007年、オカシネマ）
- 腐乱堅博士と花嫁（2008年、オカシネマ、ジェネオン）
- 寫真の女（2009年、オカシネマ）

### アダルトビデオ
- 義母物語　母　娘　崩壊（2003年2月18日、グラフィティジャパン）　☆
- 巨乳監禁　紅い凌辱（2003年3月8日、アタッカーズ）
- 女忍者・サスケ（2003年5月16日、グラフィティジャパン）　☆　※DVD化に際し「忍びの女II　サスケ」に改題
- 憧れ義母の淫乱遊び（2003年6月13日、グラフィティジャパン）　☆
- 痴女・愛の新世界（2003年6月27日、グラフィティジャパン）　☆
- 秘密倶楽部ソープ嬢・大乱戦（2003年7月25日、グラフィティジャパン）　☆
- 姫君監禁　くノ一地獄唄（2003年9月30日、笠倉出版社）　☆
- 淫術くノ一忍法帖（2004年11月19日、笠倉出版社）　◇
- 三姉妹監禁　くノ一淫魔伝説（2005年5月27日、笠倉出版社）　◇
- 淫忍術VS唐人剣　くノ一妖魔外伝（2005年11月25日、笠倉出版社）　◇
- くノ一戦国美勇伝（2006年5月19日、笠倉出版社）　◇
- 覗かれ犯され中出しされるエリートOL（2006年9月22日発売、タイガーマイスターズ）
- あいか　女剣士VSくノ一（2006年10月27日、笠倉出版社）　◇
- 伊賀VS甲賀　くノ一戦勇記（2007年6月29日、笠倉出版社）　◇
- 狙われたセレブ妻　強漢に犯され生中出し（2007年8月17日発売、タイガーマイスターズ）
- 激突！伊賀VS風魔　〜淫姫の復讐〜　くノ一戦勇記II（2007年11月30日、笠倉出版社）　◇
- GAL縄　桜井春（2008年5月7日、AVS）　◇
- 必殺！くノ一仕置忍法帖（2008年5月30日、笠倉出版社）　◇
- 三姉妹VS女剣士　くノ一凌辱秘奥義外伝（2008年11月22日、笠倉出版社）　◇
- 凌辱女給・痴女貴婦人・純愛女学生　懐古好色大正浪漫エロス（2009年2月27日、メディアステーション）　◇

☆「粒郎太」名義　　◇「海野六郎」名義

### イメージビデオ
- Tフロント忍者　あい（2008年12月26日、オルスタックピクチャーズ）
- Tフロント忍者　りこ（2009年1月29日、オルスタックピクチャーズ）
- Tフロント忍者　ゆうあ（2009年2月27日、オルスタックピクチャーズ）
- 3D立体映像　Tふんどし忍者　花村沙知（2010年5月23日、GIL）
- 3Dバーチャル忍者　黒木メイ（2010年8月23日、GIL）

## プロデュース

### Vシネマ
- 極楽淫乱バスツアー（2003年7月4日、リップス）
- 人妻（秘）性体験白書2003（2003年8月1日、リップス）
- 極上ゆかた美人（2003年9月5日、リップス）
- 人妻合コン倶楽部（2003年10月1日、リップス）
- 銭湯むんむんパラダイス（2003年11月6日、リップス）
- 美乳の花園　〜乳巨者募集中！〜（2003年12月3日、リップス）
- 凌辱 痴漢天国　〜通勤バスに御用心〜（2004年1月9日、リップス）
- ドキドキ 更衣室　〜禁断の扉〜（2004年2月4日、リップス）
- 快楽！！ヌレヌレ温泉天国　〜美女3人淫乱ツアー〜（2004年2月4日、リップス）
- 凌辱　痴漢列島（2004年12月3日、ムーンライト）
- 家庭教師のお姉様　〜生徒に溺れる肉体〜（2005年3月4日、ムーンライト）
- お義母さんが、好きです（2005年6月3日、ムーンライト）
- 艶々日記　芸者Saaaan！！！（2007年11月22日、TMC）
- くノ一妖艶伝　楓　傀儡魔羅の秘密（2008年1月24日、TMC）
- 真田くノ一忍法伝　かすみ　服部半蔵の逆襲！！（2008年3月24日、TMC）
- 真田くノ一忍法伝　かすみ　内乱！幸村暗殺！！（2008年10月22日、TMC）
- 真田くノ一忍法伝　かすみ　因習の村を斬れ！！（2009年4月3日、TMC）
- 真田くノ一忍法伝　かすみ　激突！はぐれ甲賀軍団！！（2009年9月4日、TMC）
- つぼみ斬魔剣　宿命の生娘剣士（2010年11月3日、アルバトロス・フィルム）

### 自主制作映画
- 四畳半革命　〜白夜に死す〜（2008年6月14日公開）
- 人形のいる風景　〜ドキュメント・オブ百鬼どんどろ〜（2008年9月6日公開）
- おかしな監督映画祭　〜OKACINEMA 10min WORLD〜（2009年2月25日、ジェネオン エンタテインメント）
- ヴィサージュ（2009年12月12日公開）

## シナリオ

### Vシネマ
- いやらしい唇　〜魔性の舌づかい〜（2009年5月2日、インターフィルム）

## 衣装

### Vシネマ
- 隠密くノ一列伝　秘められた女忍び（2009年7月25日、GPミュージアム）
- 隠密くノ一列伝　敵中突破！伊賀女忍者（2009年8月25日、GPミュージアム）

## 出演

### 映画
- 白衣物語淫す！(1984年3月2日、にっかつ)
- 生板本番　かぶりつき（1989年12月2日、メディア・トップ）
- 快感ONANIE　新妻篇（1993年5月28日、獅子プロダクション）
- ナマ本番　飲み干す！（1993年8月13日、国映）　＃
- 痴漢電車　いやらしい行為（1993年11月26日、国映）　＃
- いやらしい人妻　濡れる（1994年6月10日、国映）　＃
- すけべ妻　夫の留守に（1995年1月6日、国映）　＃
- 狩人たちの触覚（1995年5月2日、ENKプロモーション）
- 性悪女　茂みのぬくもり（1998年9月16日、セメントマッチ）
- 痴情報道　悦辱肉しびれ（1998年11月21日、セメントマッチ）
- 魅惑の令嬢　Gの快感（1999年7月24日、セメントマッチ）
- 未亡人旅館　したがる若女将（1999年8月13日、新東宝映画）
- 義母と娘　羞恥くらべ（1999年11月26日、サカエ企画）
- 鍵穴　〜和服妻飼育覗き〜（1999年11月26日、国映）
- 遊び妻　昼下がりの快楽（1999年12月24日、新東宝映画）
- 援交コギャル　おじ様に溺れて（2000年1月27日、セメントマッチ）
- OL金曜日の情事（2000年3月24日、新東宝映画）
- 質屋の若女将　名器貸し（2000年6月2日、新東宝映画）
- エロ事師　天国の快感（2000年8月8日、新東宝映画）
- 奥様　ひそかな悦び（2000年8月26日、セメントマッチ）
- 痴漢家政婦　すけべなエプロン（2000年10月27日、新東宝映画）
- 淫ら姉妹　生肌いじり（2000年12月1日、新東宝映画）
- いんらん旅館　女将の濡れ姿（2000年12月29日、新東宝映画）
- 未亡人旅館2　女将は寝上手（2001年3月30日、新東宝映画）
- いんらん母娘　ナマで愛して（2001年4月27日、新東宝映画）
- いんらんアパート　毎晩いかせて！（2001年6月29日、新東宝映画）
- 誘い妻　不倫でお仕置き（2001年8月7日、新東宝映画）
- 好き者家族　バイブで慰め（2001年9月28日、セメントマッチ）
- 若妻快楽レッスン　虜（2001年10月26日、新東宝映画）
- 愛人物語　くわえてあげる（2001年11月30日、新東宝映画）
- 人妻痴女　変態男漁り（2002年3月8日、IIZUMI Production）
- 猥褻ストーカー　暗闇で抱いて！（2002年3月29日、セメントマッチ）
- 作家と妻とその愛人（2002年6月28日、新東宝映画）
- 人妻淫交（2002年11月1日、新東宝映画）
- 義母の秘密　息子愛撫（2002年11月29日、ENKプロ）
- 淫乱病棟　巨乳で看護（2002年12月23日、小川企画）
- 綺麗に咲いた（2003年5月15日、ENKプロ）
- 新・未亡人銭湯　女盛りムンムン（2003年5月18日、フリーク・アウト）
- 天井裏の痴漢　淫獣覗き魔（2003年6月17日、新東宝映画）
- 好色くノ一　愛液責め（2003年10月31日、国映）
- 痴漢股ぐらのぞき（2003年11月28日、新東宝映画）
- 人妻・OL・美少女系　悶絶アパート（2004年7月16日、新東宝映画）
- 桃色ガードマン　カラダ張ります！（2004年12月24日、新東宝映画）

### Vシネマ
- 人体模型の夜（1996年11月8日、東映ビデオ）　＃
- 痴漢白書ハード（2000年4月14日、ピンクパイナップル）　＃
- 蜜恥母（2001年1月21日、ミュージアム）　＃
- 後巷説龍神沼物語　幻霊妖艶綺（2001年12月15日、ウィズ・エンタープライズ）
- 泥蜘蛛草紙絵巻（2002年2月16日、ウィズ・エンタープライズ）
- 危険な情事　人妻援助交際（2002年2月22日、グッド・フィルムズ＝アンカー・ビジュアル）
- 三代目服部半蔵外伝　忍法欲色狂（2002年4月24日、コム・アライアンス）
- 秘書セクハラ調教　恥辱の肉奴隷（2002年7月22日、TMC）
- BIN×BIN　忍者ハメ撮りくん（2004年10月23日、TMC）-主演
- くノ一妖艶伝　楓　傀儡魔羅の秘密（2008年1月24日、TMC）
- 真田くノ一忍法伝　かすみ　内乱！幸村暗殺！！（2008年10月22日、TMC）

＃「川崎浩幸」名義